# Barry Sonnenfeld
Barry Sonnenfeld (New York, 1º aprile 1953) è un regista, direttore della fotografia e produttore cinematografico statunitense.

## Biografia
Esordisce curando la fotografia dei primi film dei fratelli Coen, e debutta come regista cinematografico con il dittico La famiglia Addams e La famiglia Addams 2, in seguito dirige Get Shorty, Wild Wild West e i campioni d'incassi Men in Black, Men in Black II e Men in Black 3.

## Filmografia parziale

### Regista
- La famiglia Addams (The Addams Family, 1991)
- Amore con interessi (For Love or Money, 1993)
- La famiglia Addams 2 (Addams Family Values, 1993)
- Get Shorty (1995)
- Men in Black (1997)
- Wild Wild West (1999)
- Big Trouble - Una valigia piena di guai (Big Trouble, 2002)
- Men in Black II (2002)
- Vita da camper (RV, 2006)
- Men in Black 3 (2012)
- Una vita da gatto (Nine Lives, 2016)

### Direttore della fotografia
- Blood Simple - Sangue facile (Blood Simple), regia di Joel ed Ethan Coen (1984)
- Posizioni compromettenti (Compromising Positions), regia di Frank Perry (1985)
- Arizona Junior (Raising Arizona), regia di Joel ed Ethan Coen (1987)
- L'ora della rivincita (Three O'Clock High), regia di Phil Joanou (1987)
- Getta la mamma dal treno (Throw Momma from the Train), regia di Danny DeVito (1987)
- Big, regia di Penny Marshall (1988)
- Harry, ti presento Sally... (When Harry Met Sally...), regia di Rob Reiner (1989)
- Crocevia della morte (Miller's Crossing), regia di Joel ed Ethan Coen (1990)
- Misery non deve morire (Misery), regia di Rob Reiner (1990)

### Produttore
- Get Shorty (1995)
- Out of Sight, regia di Steven Soderbergh (1998)
- Wild Wild West (1999)
- I soliti amici (The Crew), regia di Michael Dinner (2000)
- Big Trouble - Una valigia piena di guai (Big Trouble, 2002)
- Ladykillers (The Ladykillers), regia di Joel ed Ethan Coen (2004)
- Lemony Snicket - Una serie di sfortunati eventi (Lemony Snicket's A Series of Unfortunate Events), regia di Brad Silberling (2004)
- Come d'incanto (Enchanted), regia di Kevin Lima (2007)
- Space Chimps - Missione spaziale (Space Chimps), regia di Kirk DeMicco (2008)
- Pushing Daisies - serie TV (2007-2008) - produttore esecutivo
- Una serie di sfortunati eventi (A Series of Unfortunate Events) - serie TV (2017) - produttore esecutivo
- Men in Black: International, regia di F. Gary Gray (2019) - produttore esecutivo
- Come per disincanto - E vissero infelici e scontenti (Disenchanted), regia di Adam Shankman (2022)